# HR 8799 d
HR 8799 d es un planeta extrasolar que se encuentra a aproximadamente 129 años luz en la constelación de Pegaso orbitando la estrella Lambda Bootis HR 8799. Su masa es entre 7 y 13 veces la masa de Júpiter y su radio es entre un 20 % y un 30 % mayor que el de Júpiter.  El planeta orbita a una distancia media de 24 UA de su  estrella, con una excentricidad de 0,04 y un periodo orbital de 100 años. Es el planeta más conocido del sistema de HR 8799. Junto con otros dos planetas que orbitan HR 8799, este planeta fue descubierto el 13 de noviembre de 2008 por Marois et al., usando el Telescopio Keck y el observatorio Gemini en Hawái. Estos planetas fueron descubiertos usando la técnica de imagen directa.